# Kőudvar felső barlangja
A Kőudvar felső barlangja a bazaltban kialakult egyik barlang, amely Zalaszántó szélén, a Tátikán található.

## Leírás
A Kőudvar alsó barlangjának közvetlen szomszédságában található, így megközelítése azonos azéval. A kőudvar szintjén nyílik és DNy felé bejárata.
Nevét a kőudvarról kapta. A két itteni barlang közül ez van magasabban. Bejárata 1,2 m magas és 80 cm széles. A bazaltoszlopok dőlésének megfelelően 30°-os lejtésű üreg. Szélessége 80 cm, mindössze középen szűkül össze 40 cm-esre. Alját középre lejtő nagyméretű laza kőtörmelék borítja. Hossza 4 m. Bejárásához segédeszközre nincs szükség. Helyi jelentőségű kis barlang. További kutatása nem sok reménnyel kecsegtet.
Genetikailag a vulkáni kőzetekben másodlagosan létrejövő tektonikus barlangok csoportjába tartozik.

## Kutatástörténet
Az 1942. évi Barlangvilágban arról van szó, hogy Margittay Rikárd egy kis felfedező feladatot ajánl a tátikai várromokat felkereső olvasóknak. Ugyanis az 1848-ban kiadott Szerelmey-féle Balaton albuma című könyvben a Tátika romjairól szóló részben az van írva, hogy a vár hegyének oldalában járhatatlan mélységű barlang helyezkedik el, amelyből forrás fakad. Ez a kissé romantikusan hangzó mondat csaknem szóról-szóra megtalálható az 1878-ban megjelent és Jalsovics Aladár által írt könyvben, az 1889-ben kiadott Sziklay-féle kalauzban, valamint az 1909-ben megjelent Szemlér-féle balatoni kalauzban, ami azt a látszatot kelti, mintha a szerzők a közös forrásból írták volna ki a vonatkozó részt, anélkül, hogy meggyőződtek volna valóságáról.
Ezt a gyanút az a tény teszi valószínűbbé, hogy a Dornyay-féle alapos és részletes balatoni kalauz nem említ ilyen barlangot a Tátikán. Mivel saját ismeretei alapján nem tudta eldönteni ezt a megállapítást Margittay Rikárd, ezért azt ajánlotta az olvasóknak, hogy valaki közülük járjon utána a helyszínen a dolognak és állapítsa meg, hogy valóban van-e ott járhatatlan mélységű barlang, amelyből forrás folyik.
1985-ben Eszterhás István fedezte fel, írta le a barlangot és készítette el a barlang térképét.
Az Eszterhás István által 1989-ben írt, Magyarország nemkarsztos barlangjainak listája című kéziratban az olvasható, hogy a Bakony hegységben, a 4440-es barlangkataszteri területen, Zalaszántón lévő Kőudvar felső barlangja bazaltban alakult ki. A barlang 4 m hosszú és 1 m magas. A listában meg van említve az a Magyarországon, nem karsztkőzetben kialakult, létrehozott 220 objektum (203 barlang és 17 mesterséges üreg), amelyek 1989. év végéig váltak ismertté. Magyarországon 40 barlang keletkezett bazaltban. Az összeállítás szerint Kordos László 1984-ben kiadott barlanglistájában fel van sorolva 119 olyan barlang is, amelyek nem karsztkőzetben jöttek létre.
Az Eszterhás István által 1993-ban írt, Magyarország nemkarsztos barlangjainak lajstroma című kéziratban meg van említve, hogy a Bakony hegységben, a 4440-es barlangkataszteri területen, Zalaszántón helyezkedik el a Kőudvar felső barlangja. A bazaltban keletkezett barlang 4 m hosszú és 1 m magas. Az összeállításban fel van sorolva az a Magyarországon, nem karsztkőzetben kialakult, létrehozott 520 objektum (478 barlang és 42 mesterséges üreg), amelyek 1993 végéig ismertté váltak. Magyarországon 49 barlang, illetve mesterségesen létrehozott, barlangnak nevezett üreg alakult ki, lett kialakítva bazaltban. A Bakony hegységben 123 barlang jött létre nem karsztkőzetben.